# Roscoe Henry Hillenkoetter
Roscoe Henry Hillenkoetter (né le 8 mai 1897 à Saint-Louis (Missouri) et décédé le 18 juin 1982 à New York) est un officier supérieur de la Marine américaine, l'US Navy. Il fut le premier directeur de la CIA.

## Biographie
Après de nombreuses missions en France, il est l'officier responsable du renseignement, sous les ordres du commandant en chef de la zone de l’océan Pacifique, l’amiral Nimitz. Contre-amiral en novembre 1946, Harry Truman en fait le premier directeur de la Central Intelligence Agency (CIA), poste qu'il occupe du 1er mai 1947 au 7 octobre 1950.
Il quitte l'US Navy en 1957, pour devenir un membre actif du NICAP, association ufologique fondée par d’anciens officiers, et dont il est membre du conseil d’administration. Selon Pierre Guérin, ce n'est que pour être l’informateur du pouvoir concernant les investigations des enquêteurs-ufologues.